# Огове-Лоло
Огове-Лоло (фр. Ogooué-Lolo) — провінція на південному сході Габону. Площа становить 25 380 км², населення — 65 771 особа (2013 рік). Адміністративний центр — місто Куламуту.

## Географія
Межує на північному заході з провінцією Нгуні, на півночі з провінцією Огове-Івіндо, на сході з провінцією Верхнє Огове, на півдні з Республікою Конго. Річка Огове, яка перетинає провінцію з південного сходу на північний захід, ділить її на 2 приблизно рівні частини.

## Населення
За даними на 2013 рік, чисельність населення становить 65 771 особа   .
 Динаміка чисельності населення провінції за роками: 
| +1993  | 2013   |
| ------ | ------ |
| 43 915 | 65 771 |

## Департаменти
В адміністративному відношенні провінція поділяється на 4 департаменти:

Департаменти Огове-Лоло (стара версія).

- Лоло-Буангіді (адм. центр — Куламуту) (Lolo-Bouenguidi)
- Мулунду (адм. центр — Ластурвиль) (Mulundu)
- Ломбо-Буенгіді (адм. центр — Пана) (Lômbo-Bouenguidi)
- Оффує-Оноє (адм. центр — Ібунджі) (Offoué-Onoye)